# 长花党参
长花党参（学名：Codonopsis thalictrifolia var. mollis）为桔梗科党参属下的一个变种。

## 扩展阅读
- 維基物種上的相關：长花党参